# Luzancy
Luzancy je francouzská obec v departementu Seine-et-Marne v regionu Île-de-France. V roce 2011 zde žilo 1 073 obyvatel.

## Sousední obce
Bussières, Chamigny, Méry-sur-Marne, Reuil-en-Brie, Sainte-Aulde

## Vývoj počtu obyvatel
Počet obyvatel 